# Ingeborg Day
Ingeborg Day, nata Seiler (Graz, 6 novembre 1940 – Ashland, 18 maggio 2011), è stata una scrittrice austriaca naturalizzata statunitense, meglio nota per il suo romanzo erotico semi-autobiografico Nove settimane e mezzo (1978), scritto sotto lo pseudonimo di Elizabeth McNeill e diventato nel 1986 un film omonimo con protagonisti Kim Basinger e Mickey Rourke.

## Biografia
Ingeborg nasce nel novembre del 1940 a Graz, nell'Ostmark, figlia di Ernst Seiler, un membro della polizia austriaca entrato nelle SS in seguito all'Anschluss. Trascorre gli ultimi due anni della seconda guerra mondiale al riparo nella fattoria di campagna dei nonni.
Nel 1957 partecipa come studentessa delle superiori a uno scambio culturale dell'American Field Service, trascorrendo un anno a Syracuse. Tornata in seguito negli Stati Uniti, tre anni più tardi sposa Dennis Day, un seminarista episcopale con cui si trasferisce in Indiana, ricevendo un B.A. in germanistica al Goshen College. Day lavora come insegnante in diverse scuole del Midwest e nel 1963 dà alla luce una figlia, Ursula, seguita poi da Mark, morto di malattia all'età di sette anni. Lasciato il marito, si trasferisce con la figlia a Manhattan nei primi anni settanta, entrando nella redazione del periodico Ms., presso cui lavorerà per quattro anni.
È durante questo periodo che avvengono i fatti descritti in Nove settimane e mezzo; il romanzo, pubblicato nel 1978, racconta per l'appunto la relazione sadomasochista di lei con un agente di cambio di Wall Street. Day sceglie di firmarsi con lo pseudonimo di Elizabeth McNeill soprattutto per proteggere la privacy di Ursula, cambiando alcuni dettagli tra cui il proprio mestiere, che diventa quello di mercante d'arte. Il romanzo ha successo ed è fonte di scandalo a causa dei contenuti espliciti e talvolta estremi descritti.
Nel 1980, Day pubblica col suo vero nome il libro di memorie Ghost Waltz, in cui si confronta con elementi irrisolti della sua storia personale e familiare, come il passato nazista del padre e il proprio antisemitismo. Il libro non vende molte copie, a differenza del predecessore: Ellen Willis, sua collega ai tempi di Ms., ne critica sul New York Times Magazine l'uso della «facile pseudo-redenzione della catarsi».
La vera identità di McNeill viene resa nota per la prima volta nel 1983 da Steven M. L. Aronson nel suo libro Hype. In seguito a ciò, Ghost Waltz gode di una ristampa di maggior successo, anche se Day non riconoscerà mai pubblicamente di aver scritto Nove settimane e mezzo. Nel 1986, l'adattamento cinematografico di quest'ultimo, intitolato 9 settimane e ½ e con Kim Basinger nel ruolo di Elizabeth, diventa anch'esso un enorme successo commerciale. Day entra in trattative per scrivere un altro romanzo come McNeill, intitolato Twelve Dozen Irises, ma il manoscritto non sarà mai completato.
Risposatasi, negli anni novanta vive a Yarmouth Port per poi trasferirsi con il marito, Donald Sweet, ad Ashland. Ivi muore suicida il 18 maggio 2011 dopo una lunga malattia, seguita da Donald quattro giorni più tardi. Nel 2012 la sua agente letteraria Wendy Weil ha confermato definitivamente che Day fosse Elizabeth McNeill.

## Opere
Come Elizabeth McNeill
- (EN) Nine and a Half Weeks: A Memoir of a Love Affair, New York, E. P. Dutton, 1978, ISBN 978-0525167150.
  -  Nove settimane e mezzo, collana La Gaja scienza, traduzione di Paola Campioli, Milano, Longanesi, 1985, ISBN 8830405752.

Come Ingeborg Day
- (EN) Ghost Waltz: A Memoir, New York, Viking Press, 1980, ISBN 978-0670294855.